# Ескамбія (округ, Алабама)
Шаблон:StateAbbr_ 31°07′36″ пн. ш. 87°09′44″ зх. д. / 31.126666666667° пн. ш. 87.162222222222° зх. д.
 Ескамбія (англ. Escambia County) — округ (графство) у штаті Алабама. Ідентифікатор округу 01053.

## Історія
Округ був сформований незабаром після закінчення громадянської війни (1868) з частин округів Конека і Болдвін актом законодавчих зборів штату Алабама.
Назва Ескамбія було надана округу від річки, яку індіанці племені Кріків називали «Shambia», що означає «Чиста вода».

## Демографія
За даними перепису
2000 року
загальне населення округу становило 38440 осіб, зокрема міського населення було 14842, а сільського — 23598.
Серед мешканців округу чоловіків було 19475, а жінок — 18965. В окрузі було 14297 домогосподарств, 10088 родин, які мешкали в 16544 будинках.
Середній розмір родини становив 2,99.
Віковий розподіл населення поданий у таблиці:
| Стать    | До 15 років | 15-21 | 22-29 | 30-39 | 40-49 | 50-65 | 65-85 | Понад 85 |
| -------- | ----------- | ----- | ----- | ----- | ----- | ----- | ----- | -------- |
| Чоловіки | 3912        | 2000  | 2353  | 2955  | 3078  | 3122  | 1860  | 195      |
| Жінки    | 3754        | 1787  | 1858  | 2406  | 2718  | 3261  | 2706  | 475      |

## Суміжні округи
- Конека — північ
- Ковінгтон — схід
- Окалуса, Флорида — південний схід
- Санта-Роза, Флорида — південь
- Ескамбія, Флорида — південний захід
- Болдвін — захід
- Монро — північний захід